# Abdul Salam Arif
'Abd ul-Salam Mohammed 'Arif Aljumaily (tiếng Ả Rập: عبد السلام محمد عارف الجميلي`Abd as-Salām `Ārif Al-jumaili)
(21 tháng 3 năm 1921 - 13 tháng 4 năm 1966) là Tổng thống Iraq thứ nhì từ năm 1963 cho đến khi ông qua đời. Ông đóng một vai trò hàng đầu trong cách mạng 14 tháng 7 trong đó chế độ quân chủ Hashemite bị lật đổ vào ngày 14 tháng 7 năm 1958.

## Quá trình hoạt động

### Cuộc đảo chính 1958 và xung đột với Qasim
Ông cùng với Abdel Karim Qasim và các sĩ quan quân đội Iraq khác, Arif là một thành viên của tổ chức bí mật, Các sĩ quan Tự do của Iraq. Giống như Qasim, Arif đã phục vụ trong các cuộc xung đột Ả Rập-Israel năm 1948 không thành công, nơi ông bắt Jenin trong khu vực nay là một phần Bờ Tây của Palestine. Trong mùa hè năm 1958, Thủ tướng Chính phủ Nuri al-Said ra lệnh cho quân đội Iraq dưới quyền Arif giúp đỡ Jordan, là một phần của một thỏa thuận của Liên đoàn Ả Rập.